# بقعه شاه خلیل ثانی (موزه مردم‌شناسی تفت)
بقعه شاه خلیل ثانی (موزه مردم‌شناسی تفت) مربوط به دوران‌های تاریخی پس از اسلام است و در تفت، مرکز شهر واقع شده و یکی از بخش‌های مجموعه امام (شاه ولی) است. بقعه شاه خلیل ثانی متعلق به شاه خلیل ثانی فرزند شاه نعمت‌الله ولی می‌باشد. این بقعه در اصل، یک خانقاه به شکل مربع و متصل به «آرامگاه بی‌بی» بوده که اتاقکی بلند بالا با یک عمارت زیبا در وسط بقعه و ساختمان‌های خانه، آشپزخانه، حمام و ... در اطراف آن قرار دارد.
دو گنبد بزرگ و کوچک در ضلع جنوبی بقعه با چند راهرو وجود دارد که به یک ایوان، سه طاق‌نما و دو ستون نماسازی شده، تبدیل گردیده‌اند. این گنبدها بر بالای بقعه شاه خلیل ثانی خودنمایی می‌کنند که مزین به سنگ مرمرها و کتیبه‌های مختلف کاشی معرق و لاجوردی با نقوش گل و بوته حجاری شده مربوط به سال ۱۳۲۳ هجری شمسی، می‌باشند. سقف دو گنبد بقعه شاه خلیل ثانی، ترکیبی از آجر لعاب دار سبز، لاجوردی و ساده است که کلمه «علی» بر بام گنبد و کلمه «یا علی» در ساق آن نگاشته شده‌است.
موزه مردم‌شناسی تفت در خانقاه و بقعه شاه خلیل‌الله به خاطر موقعیت ویژه مذهبی، فرهنگی و اجتماعی آن توسط میراث فرهنگی برپا شده است. بنای خانقاه و مقبره با ۷۰۰ سال قدمت به عهد صفویه می‌رسند که پس از مرمت و بازسازی در سال ۱۳۸۷ و تجهیز شدن در سال ۱۳۸۹ به موزه مردم‌شناسی تفت تغییر کاربری داده‌اند. مساحت خود موزه ۲۰۰ متر است که متعلق به میراث فرهنگی شهرستان تفت می‌باشد.
بنای نام برده شده با عنوان «مجموعه شاه ولی» به شماره ۲۳۴۲ در تاریخ ۸ خرداد ۱۳۷۸ به ثبت آثار ملی رسیده‌است.